# Colpostoma avinovi
Colpostoma avinovi is een keversoort uit de familie van de loopkevers (Carabidae). De wetenschappelijke naam van de soort is voor het eerst geldig gepubliceerd in 1929 door Semenov & Znojko.